# Gampsorhynchus torquatus
El timalí acollarado (Gampsorhynchus torquatus) es una especie de ave paseriforme de la familia Pellorneidae propia del sudeste asiático.

## Distribución y hábitat
Se encuentra en los bosques húmedos tropicales de Birmania, sur de China, Laos, Malasia, Tailandia y Vietnam.